# Жан Карничник
Жан Карничник (Словењ Градец, 18. септембар 1994) је словеначки фудбалер који игра као дефанзивац за словеначког прволигаша Цеље и репрезентацију Словеније.

## Играчка каријера

### Клубови
Карничник је играо за омладинске селекције словеначког клуба Дравоград пре него што је 2013. прешао у штајерски лигаш „Радље об Драви” да би започео сениорску каријеру. Пре почетка сезоне 2015–16. потписао је уговор са словеначким прволигашем Марибором, где је био део њихове резервне екипе, Марибор Б, играјући у словеначкој трећој лиги. Након што је две сезоне био редован стартер Марибора Б, одиграо је свој први и једини наступ за први тим Марибора у мају 2017, почевши утакмицу у поразу од Алуминија резултатом 3 : 1.
Карничник се 26. јула 2017. придружио словеначком друголигашу Мури. На крају његове прве сезоне на Мури, клуб је освојио лигу и тако је промовисан у Прву Словеначку лигу. У сезони 2020–21, Карничник је имао 34 наступа и освојио титулу са Муром у Првој лиги, прву титулу домаће лиге у историји клуба.
У јануару 2022. Карничник је прешао у бугарског шампиона Лудогорец Разград. Са Лудогорецем је освојио титулу првака државе у сезони 2021–22, одигравши једанаест лигашких утакмица у другом делу сезоне. Требало је да напусти Лудогорец у лето 2022. због недостатка минутаже за игру и био је на ивици да потпише за норвешки Лилестром СК, али је трансфер отказан јер је папирологија послата прекасно након што је прелазни рок већ био затворен. После само пет одиграних утакмица у првом делу сезоне 2022–23, вратио се у Словенију и придружио Цељу на једногодишњој позајмици, са могућношћу трајног трансфера.

### Репрезентација
Карничник је дебитовао за репрезентацију Словеније 8. октобра 2021. у утакмици квалификација за Светско првенство против Малте.

## Успеси

### Играчки
Марибор
- Прва лига Словеније у фудбалу: шампион 2016–17.[2]

Мура
- Прва лига Словеније у фудбалу: шампион 2020–21.[2]
- Друга лига Словеније у фудбалу: шампион 2017–18.[2]
  - Куп Словеније: првак 2019–20.[2]

Лудогорец Разград
- Прва лига Бугарске у фудбалу: шампион 2021–22.[2]
- Суперкуп Бугарске у фудбалу: победник 2022.[2]

Цеље
- Прва лига Словеније у фудбалу: шампион 2023–24.

Индивидуално
- Најбољи словеначки фудбалер за сезону 2023–24.[13]
- Члан прве једанаесторице за сезону 2023–24.[14]
- Играч месеца октобра у сезони 2023/24.[15]